# João Rodrigues
João Filipe Gaspar Rodrigues (Funchal, 2 de noviembre de 1971) es un deportista portugués que compitió en vela en las clases Mistral y RS:X.
Ganó dos medallas en el Campeonato Mundial de Mistral, oro en 1995 y bronce en 1998, y cuatro medallas en el Campeonato Europeo de Mistral entre los años 1996 y 2003. También obtuvo una medalla de plata en el Campeonato Mundial de RS:X de 2008 y una medalla de oro en el Campeonato Europeo de RS:X de 2008.
Participó en siete Juegos Olímpicos de Verano, entre los años 1992 y 2016, ocupando el séptimo lugar en Atlanta 1996 y el sexto en Sídney 2000, en ambas ocasiones en la clase Mistral.

## Palmarés internacional
| Campeonato Mundial | Campeonato Mundial         | Campeonato Mundial | Campeonato Mundial |
| Año                | Lugar                      | Medalla            | Clase              |
| ------------------ | -------------------------- | ------------------ | ------------------ |
| 1995               | Port Elizabeth (Sudáfrica) | Medalla de oro     | Mistral            |
| 1998               | Brest (Francia)            | Medalla de bronce  | Mistral            |
| Campeonato Europeo |                            |                    |                    |
| Año                | Lugar                      | Medalla            | Clase              |
| 1996               | Niza (Francia)             | Medalla de oro     | Mistral            |
| 1997               | Murcia (España)            | Medalla de oro     | Mistral            |
| 1998               | Maratón (Grecia)           | Medalla de plata   | Mistral            |
| 2003               | Palermo (Italia)           | Medalla de bronce  | Mistral            |

| Campeonato Mundial | Campeonato Mundial       | Campeonato Mundial | Campeonato Mundial |
| Año                | Lugar                    | Medalla            | Clase              |
| ------------------ | ------------------------ | ------------------ | ------------------ |
| 2008               | Auckland (Nueva Zelanda) | Medalla de plata   | RS:X               |
| Campeonato Europeo |                          |                    |                    |
| Año                | Lugar                    | Medalla            | Clase              |
| 2008               | Brest (Francia)          | Medalla de oro     | RS:X               |